# Elazığ
Elazığ (['elazɯː]; ehemals osmanisch معمورة العزيز Mamûret'ül-Azîz, auch العزیز Elaziz genannt, kurdisch Elezîz, Zazaisch „Xarpet“) ist eine Stadt in der Türkei mit 381.995 Einwohnern (2020). Sie ist die Provinzhauptstadt der gleichnamigen Provinz Elazığ und liegt 1067 m über dem Meeresspiegel. Gleichzeitig ist sie auch das Zentrum des zentralen Landkreises (Merkez).

## Geographie

### Lage
Der zentrale Landkreis (Merkez) Elâzığ liegt ziemlich in der Mitte der Provinz. Im Westen grenzt er an die Kreise Baskil und Keban, im Norden an den Kreis Pertek der Provinz Tunceli, im Westen an die Kreise Kovancılar, Palu und Maden sowie an den Kreis Sivrice im Süden. Im Norden und Osten bilden die Wasserfläche der Keban-Talsperre (Gesamtfläche etwa 675 km²) die Grenzen.

### Landkreis
Der zentrale Landkreis ist hinsichtlich der Größe (etwa ein Viertel der Provinzfläche) und auch der Bevölkerung (etwa 75 Prozent der Provinzbevölkerung) der größte aller elf Kreise der Provinz. Mit seiner Bevölkerungsdichte von 196 Einwohnern je Quadratkilometer hat er die höchste Bevölkerungsdichte der Provinz (Provinzdurchschnitt 2020: 62,7 Einwohner je km²).
Er besteht neben der Kreisstadt aus vier weiteren Gemeinden (Belediye): Yazıkonak mit 9089, Yurtbaşı mit 7907, Akçakiraz mit 7208 und Mollakendi mit 2257 Einwohnern. Des Weiteren gehören noch 135 Dörfer (Köy) mit durchschnittlich 237 Bewohnern zum Landkreis. Drei Dörfer haben mehr als 1000 Einwohner: Şahinkaya mit 1919, Kuyulu mit 1251 und Yemişlik  mit 1041 Einwohnern. Das Dorf Bahçekapı (2017: 1032 Einw.) wurde 2018 ein Mahalle (Stadtviertel) der Gemeinde Akçakiraz (2020: 1020 Einwohner).

### Klimatabelle
|                        | Jan  | Feb  | Mär  | Apr   | Mai   | Jun  | Jul  | Aug  | Sep  | Okt  | Nov  | Dez  |   |       |
| Mittl. Temperatur (°C) | 0,1  | 1,5  | 6,7  | 12,1  | 17,1  | 23,0 | 27,4 | 27,3 | 21,9 | 15,3 | 7,3  | 2,2  | ⌀ | 13,6  |
| Mittl. Tagesmax. (°C)  | 4,0  | 6,3  | 12,4 | 18,4  | 24,2  | 30,7 | 35,2 | 35,2 | 30,1 | 22,6 | 13,1 | 5,9  | ⌀ | 19,9  |
| Mittl. Tagesmin. (°C)  | −3,1 | −2,6 | 1,6  | 6,2   | 10,3  | 14,7 | 19,0 | 18,9 | 13,9 | 8,8  | 2,6  | −0,9 | ⌀ | 7,5   |
|                        |      |      |      |       |       |      |      |      |      |      |      |      |   |       |
| Niederschlag (mm)      | 37,8 | 41,8 | 50,9 | 60,7  | 51,4  | 13,6 | 3,3  | 1,3  | 9,9  | 42,1 | 45,6 | 45,6 | Σ | 404   |
|                        |      |      |      |       |       |      |      |      |      |      |      |      |   |       |
| Sonnenstunden (h/d)    | 2,9  | 3,6  | 4,9  | 6,0   | 8,1   | 10,1 | 10,8 | 9,8  | 8,7  | 6,4  | 4,4  | 2,1  | ⌀ | 6,5   |
|                        |      |      |      |       |       |      |      |      |      |      |      |      |   |       |
| Regentage (d)          | 8,03 | 8,63 | 9,60 | 10,53 | 10,03 | 3,70 | 1,47 | 1,00 | 2,87 | 6,73 | 6,70 | 8,90 | Σ | 78,19 |

| −3,1 |

| −2,6 |

| 1,6 |

| 6,2 |

| 10,3 |

| 14,7 |

| 19,0 |

| 18,9 |

| 13,9 |

| 8,8 |

| 2,6 |

| −0,9 |

| −3,1 |

| −2,6 |

| 1,6 |

| 6,2 |

| 10,3 |

| 14,7 |

| 19,0 |

| 18,9 |

| 13,9 |

| 8,8 |

| 2,6 |

| −0,9 |

## Bevölkerung
In Elâzığ leben Türken, Kurden und Zazas. Bis zum Ersten Weltkrieg gab es eine große armenische Gemeinde, die dem Völkermord an den Armeniern 1915 zum Opfer fiel.

### Bevölkerungsentwicklung
Nachfolgende Tabelle zeigt den vergleichenden Bevölkerungsstand am Jahresende für die Provinz, den zentralen Landkreis und die Stadt Elâzığ sowie den jeweiligen Anteil an der übergeordneten Verwaltungsebene. Die Zahlen basieren auf dem 2007 eingeführten adressbasierten Einwohnerregister (ADNKS).

| Jahr | Provinz | Landkreis | Landkreis | Stadt | Stadt   |
| Jahr | real    | %         | real      | %     | real    |
| ---- | ------- | --------- | --------- | ----- | ------- |
| 2020 | 587.960 | 74,92     | 440.513   | 86,72 | 381.995 |
| 2019 | 591.098 | 74,38     | 439.687   | 85,95 | 377.906 |
| 2018 | 595.638 | 70,80     | 421.726   | 83,85 | 353.629 |
| 2017 | 583.671 | 75,03     | 437.951   | 87,18 | 381.794 |
| 2016 | 578.789 | 74,52     | 431.294   | 86,79 | 374.319 |
| 2015 | 574.304 | 73,98     | 424.870   | 86,42 | 367.156 |
| 2014 | 568.753 | 72,48     | 412.220   | 85,27 | 351.504 |
| 2013 | 568.239 | 70,06     | 398.108   | 83,60 | 332.810 |
| 2012 | 562.703 | 72,21     | 406.300   | 85,62 | 347.857 |
| 2011 | 558.556 | 71,73     | 400.640   | 85,17 | 341.220 |
| 2010 | 552.646 | 70,90     | 391.811   | 84,60 | 331.479 |
| 2009 | 550.667 | 69,95     | 385.167   | 83,97 | 323.420 |
| 2008 | 547.562 | 68,58     | 375.534   | 83,24 | 312.584 |
| 2007 | 541.258 | 69,42     | 375.715   | 85,01 | 319.381 |

### Volkszählungsergebnisse
Zu den Volkszählungen liegen folgende Bevölkerungsangaben über die Stadt, den Kreis, die Provinz und das Land vor:
| Region                   | 1965       | 1970       | 1975       | 1980       | 1985       | 1990       | 2000       |
| ------------------------ | ---------- | ---------- | ---------- | ---------- | ---------- | ---------- | ---------- |
| Stadt (Şehir)            | 78.605     | 107.364    | 131.415    | 142.983    | 182.296    | 204.603    | 266.495    |
| zentraler Kreis (Merkez) | 142.361    | 175.444    | 203.417    | 220.053    | 251.097    | 272.812    | 344.698    |
| Provinz (İl)             | 322.727    | 376.915    | 417.924    | 440.808    | 483.715    | 498.225    | 569.616    |
| Türkei                   | 31.391.421 | 35.605.176 | 40.347.719 | 44.736.957 | 50.664.458 | 56.473.035 | 67.803.927 |

## Geschichte
Elâzığ war anfangs nur ein Weiler nahe der Stadt Harput, die im 19. Jahrhundert zunehmend ihre Bedeutung verlor. Elâzığ hieß damals Agavat mezrası.
Der osmanische Gouverneur (tr: Vali) vor Ort, Reşid Mehmed Pascha, baute den Weiler zu einer Stadt aus. Unter Sultan Abdülaziz wurden eine Kaserne, ein Krankenhaus und ein Gouverneurssitz errichtet. 1866 wurde die Stadt zu Ehren von Sultan Abdülaziz und seiner fünfjährigen Regentschaft in Mamûret'ül-Azîz / معمورة العزيز umbenannt. Der Name bedeutet „durch Abdülaziz bereichert“. 1878 wurden drei Distrikte von der Provinz Diyarbekir abgetrennt und die neue Provinz Mamûret'ül-Azîz gegründet.
Das wichtigste Ereignis in den ersten Jahren der Republik war die Eroberung der Stadt am 24. Februar 1925 durch aufständische Truppen beim Scheich-Said-Aufstand. Bis Ende Juni blieb sie in den Händen der Aufständischen.
Bei der ersten Volkszählung 1927 hatte die Stadt weniger als 20.000 Einwohner. 1934 wurde sie an das Eisenbahnnetz angeschlossen. Der Name Mamûret'ül-Azîz verkürzte sich zu Elâzîz. Im November 1937 benannte der Ministerrat die Stadt in Elazık um, was im Dezember 1937 zur heute gültigen Form Elâzığ geändert wurde. 1936 war sie zeitweilig Verwaltungssitz von zwei Provinzen, da die neugeschaffene Provinz Tunceli auch von Elâzîz aus verwaltet wurde. Die Bevölkerung wuchs rasch, und 1970 wurden erstmals mehr als 100.000 Bewohner registriert.

## Religion
Das Kirchengelände der armenisch-evangelischen Kirche im Stadtzentrum wird zurzeit als Autoparkplatz genutzt.

## Sport
Elâzığ ist Sitz des Fußballvereins Elazığspor, der in der TFF 2. Lig spielt.

## Sehenswürdigkeiten
Da Elâzığ als Stadt relativ jung ist, gibt es keine alten Bauten. Die meisten der hier angeführten Gebäude liegen in Harput.
- Harput Kalesi (Burg von Harput)
- Ulu Cami von 1156. Errichtet von den Ortoqiden unter Sultan Fahrettin Karaaslan.
- Sarahatun Camii von 1465. Wurde von Sara Hatun, der Mutter Uzun Hasans, errichtet.
- Kurşunlu Cami aus der Zeit von 1738/1739
- Ağa Camii von 1559.
- Arap Baba Mescidi ve Türbesi, ein Grabbau aus der Zeit der Seldschuken von 1279. Er beinhaltet das Grab eines Heiligen.

## Verkehr
Der Flughafen Elazığ bedient nationale und internationale Ziele.

## Persönlichkeiten
- Nerses IV. Schnorhali, der Begnadete, (* 1102 auf Burg Tzovk, Elazığ; † 1173), Katholikos der Armenier, Theologe und Dichter seiner Zeit
- Tlgadintsi, eigentlich Hovhannes Harutiunian (* 1860 im Dorf Tlkatin; † 1915 bei Harput), armenischer Schriftsteller und Lehrer
- Schahan Natali, geboren als Hagop Der-Hagopian (* 1884 im Dorf Husenik bei Harput; † 1983 in Watertown, Massachusetts), armenischer Revolutionär und Schriftsteller
- Jakob Karl Ernst Sommer (* 1911 in Mamuret-ul-Asis; † 1981 in Frankfurt am Main), deutscher methodistischer Bischof
- Namık Kemal Yolga (* 1914 in Elazığ; † 2001), Diplomat und Staatsmann
- Vedat Dalokay (* 1927 in Elazığ; † 1991 in Kırıkkale), Architekt und Politiker, Bürgermeister der türkischen Hauptstadt Ankara
- Fethi Demircan (* 1938), Fußballtrainer
- Dursun Karataş (* 1952 im Dorf Cevizdere (Kürdemlik) in Elazığ; † 11. August 2008 in Amsterdam), Gründer und Führer der Revolutionären Volksbefreiungspartei-Front
- Erkan Oğur (* 1954 in Elazığ), Musiker
- Mustafa Cahit Kıraç (* 1956 in Elazığ), Verwaltungsbeamter, Gouverneur der Provinzen Şırnak, Aksaray, Sakarya, Adana, İzmir und  Diyarbakir
- Necati Şaşmaz (*  1971 in Sivrice, Elazığ), Schauspieler
- Selahattin Demirtaş (* 1973 in Palu, Elazığ), türkischer Politiker und ehemaliger Co-Vorsitzende der Halkların Demokratik Partisi (HDP)
- Bekir İrtegün (* 1984 in Elazığ), Fußballspieler
- Gazapizm (* 1988), Rapper
- Gizem Özer (* 2001), Boxerin

## Galerie

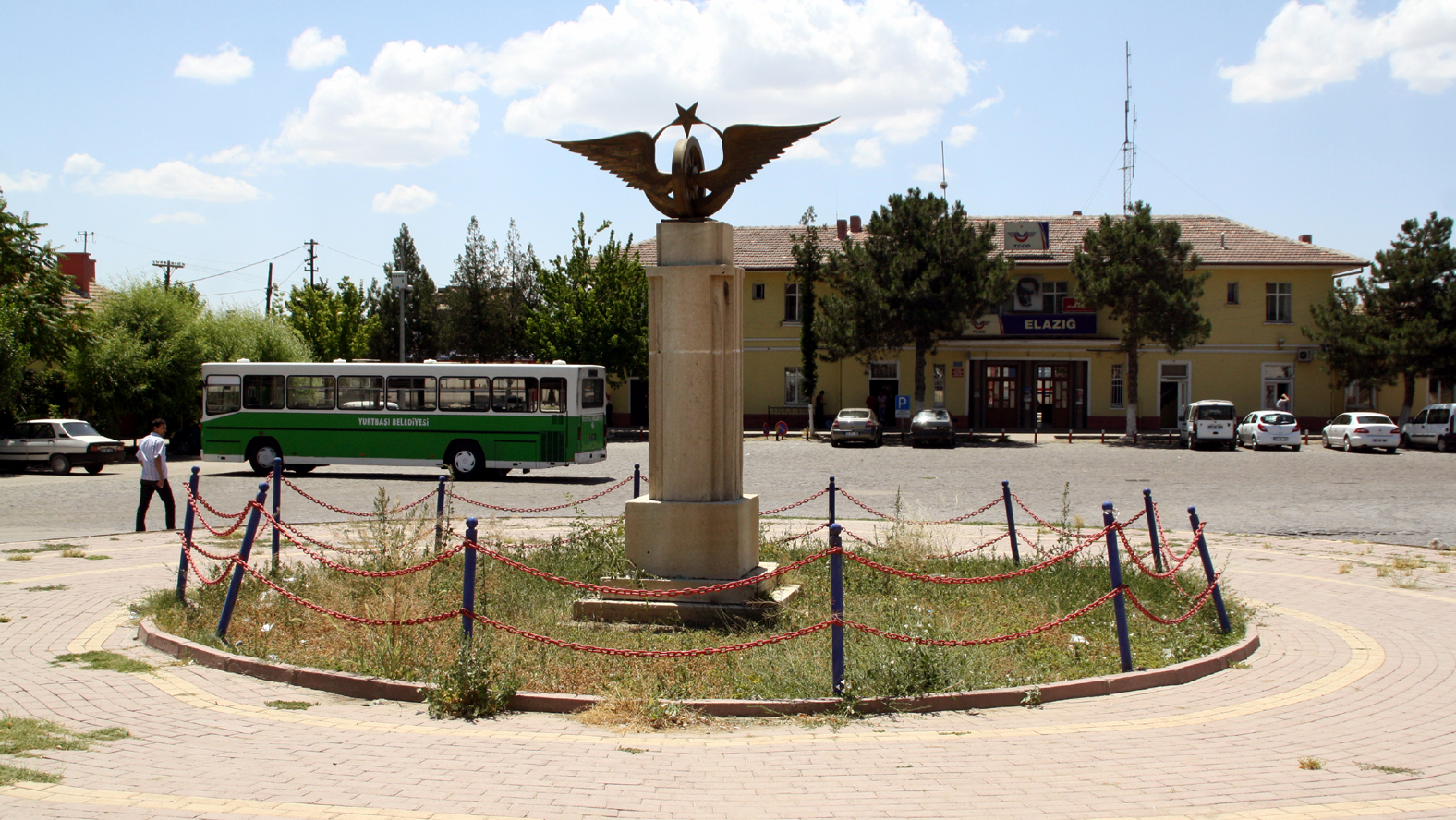
Bahnhofsgebäude von Elâzığ mit Vorplatz
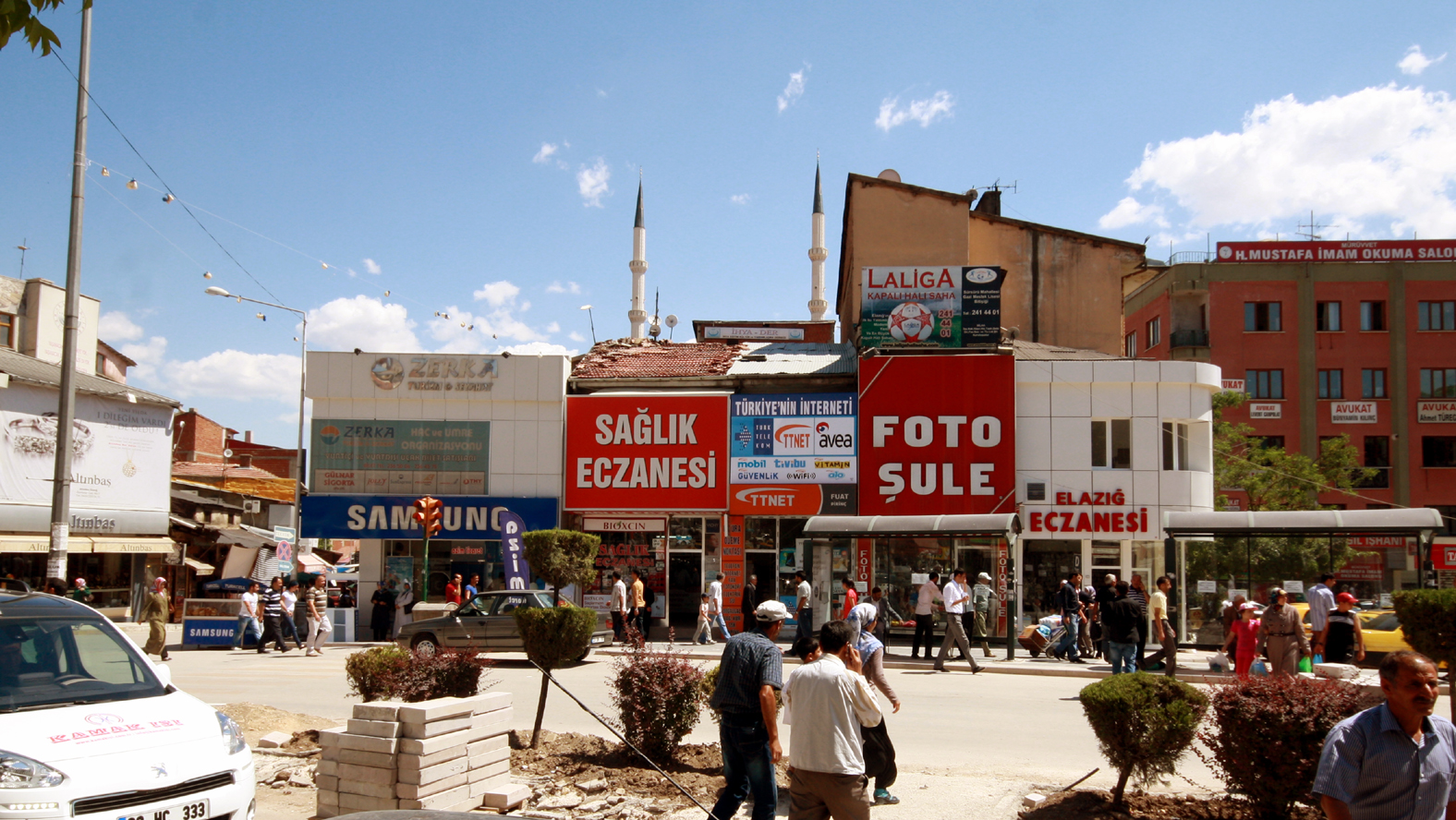
Straßenszene im Zentrum von Elâzığ
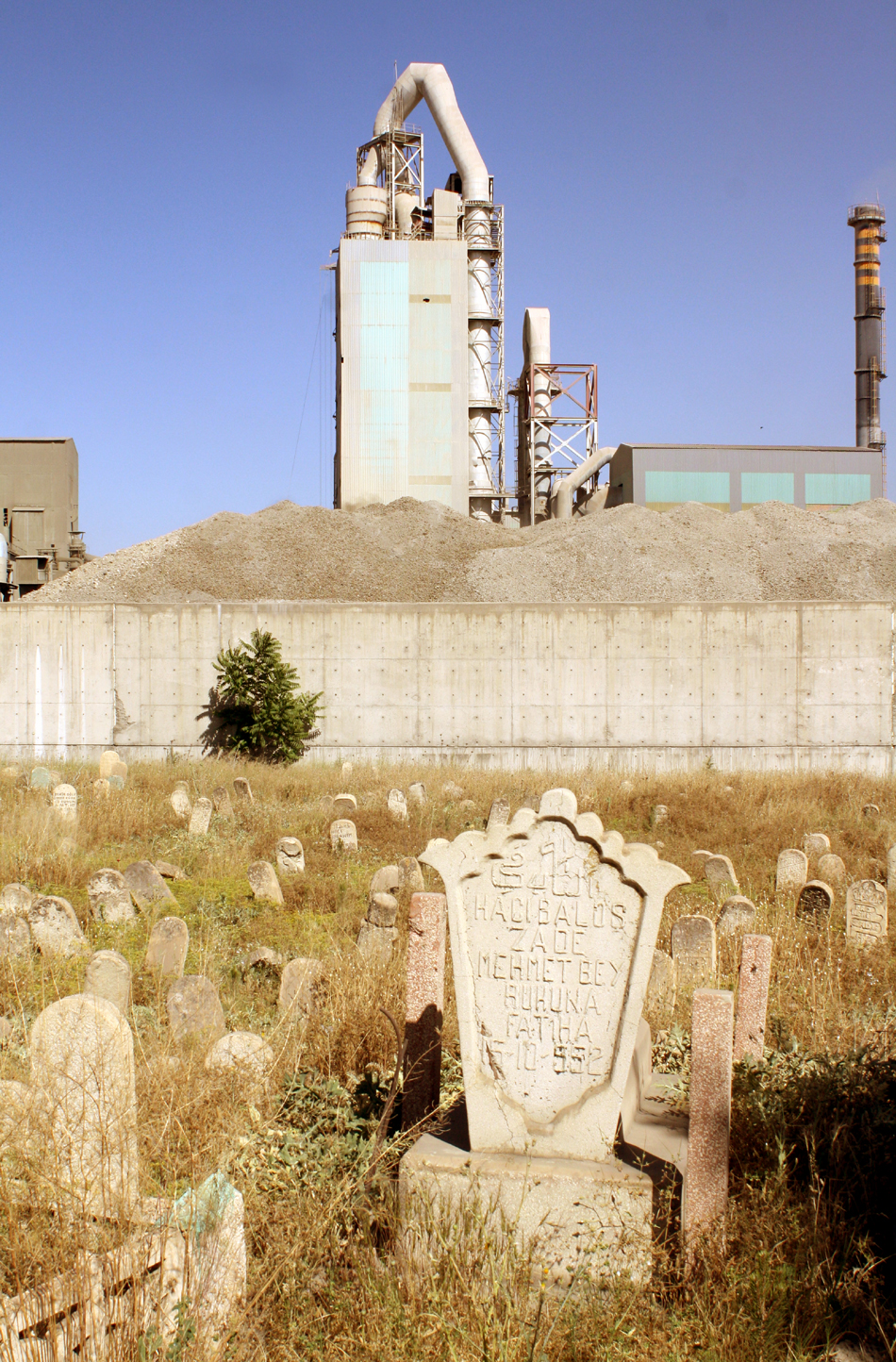
Alter Friedhof im südlichen Elâzığ, im Hintergrund eine Zementfabrik
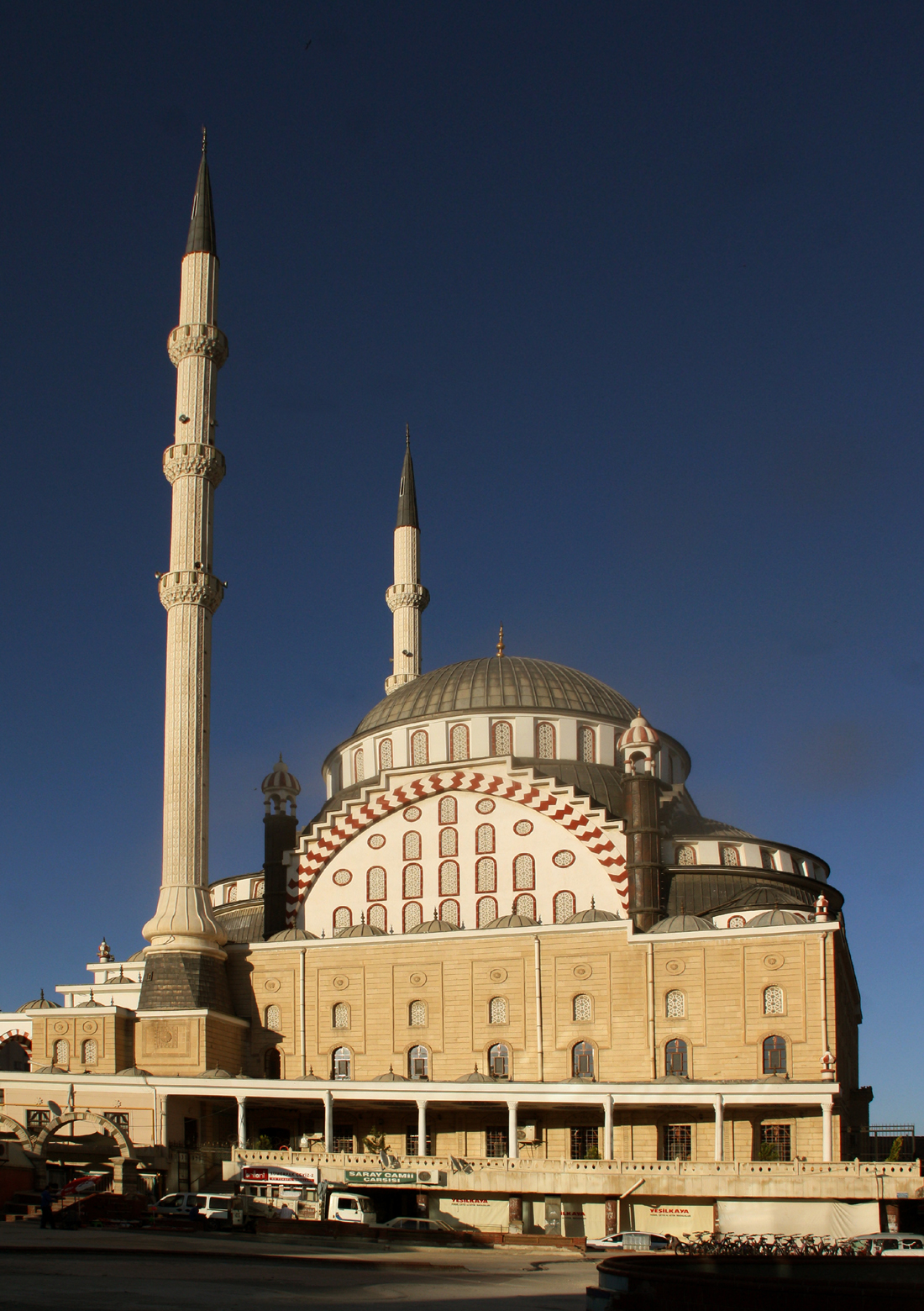
Die Saray-Moschee im Stadtzentrum